# Vatra Dornei
Vatra Dornei là một thị xã thuộc hạt Suceava, România. Dân số thời điểm năm 2002 là 16465 người.